# Futabasha
Futabasha Publishers Ltd. (株式会社双葉社 (Chu thức hội xã Song Diệp Xã) Kabushiki Gaisha Futabasha) là một công ty xuất bản Nhật Bản có trụ sở tại Higashigokenchō, Shinjuku, Tokyo, Nhật Bản.

## Danh sách tạp chí xuất bản bởi Futabasha
| Tên tạp chí                                       | Thể loại                                   | Kiểu xuất bản     | Ngày xuất bản                       | Lần đầu xuất bản        |
| ------------------------------------------------- | ------------------------------------------ | ----------------- | ----------------------------------- | ----------------------- |
| &home                                             | Trang trí nội thất                         | 3 tháng / lần     | tháng 1, 4, 7, 10                   |                         |
| Action Pizazz (アクション ピザッツ)               | Tạp chí Hentai (Tạp chí dành cho nam giới) | Hàng tháng        | ngày 21                             |                         |
| Comic High! (コミックハイ！)                      | Seinen manga                               | Hàng tháng        | ngày 22                             | Ngày 2 tháng 3 năm 2004 |
| JILLE                                             | Thời trang                                 | Hàng tháng        | ngày 12                             |                         |
| EX Taishū (EX大衆)                                | Tạp chí dành cho nam giới                  | Hàng tháng        | ngày 15                             |                         |
| Jour Suteki na Shufu tachi (JOURすてきな主婦たち) | Josei manga                                | Hàng tháng        | ngày 2                              |                         |
| Monthly Manga Town (月刊まんがタウン)             | 4-koma manga                               | Hàng tháng        | ngày 5                              |                         |
| Men's YOUNG (メンズヤング)                        | Seinen manga                               | Hàng tháng        | ngày 30                             |                         |
| Pachinko Kōryaku Magazine (パチンコ攻略マガジン)  | Pachinko (Tạp chí dành cho nam giới)       | 1 tháng 2 kỳ      | ngày 2 và 4 Thứ 5                   |                         |
| Pachisuro Kōryaku Magazine (パチスロ攻略マガジン) | Máy bài bạc (Tạp chí dành cho nam giới)    | Hàng tháng        | ngày 7                              |                         |
| Photokon Life (フォトコンライフ)                  | Nhiếp ảnh                                  | cách 3 tháng/lần  | tháng 3, 6, 9, 12                   |                         |
| Shōsetsu Suiri (小説推理)                         | Tạp chí tiểu thuyết                        | Hàng tháng        | ngày 27                             |                         |
| Weekly Taishū (週刊大衆)                          | Tạp chí dành cho nam giới                  | hàng tuần         | Thứ hai                             |                         |
| Soccer Hihyō (サッカー批評)                       | Bóng đá                                    | Cách ba tháng/lần | Tháng 3, tháng 6, tháng 9, tháng 12 |                         |
| Manga Action (漫画アクション)                     | Seinen manga                               | 1 tháng/2 kỳ      | Ngày 1 và ngày 3 thứ ba             |                         |
| Crossword Day (クロスワードDay)                   | Câu đố ô chữ                               | Hàng tháng        | ngày 2                              |                         |
| Figue Beauty                                      | Tạp chí làm đẹp                            | Irregular         |                                     | 2013                    |

- Bravo Ski
- Comic Seed!
- Futabasha Web Magazine
- Manga Action ZERO
- Tōji Rō
- Getter Robot Saga

## Manga
- 4koma Manga Kingdom
- Crayon Shin-chan
- Kodomo no Jikan
- Koizora
- Lupin III
- Lone Wolf and Cub
- Old Boy
- Okitenemuru
- Oruchuban Ebichu
- Tsugumomo